# María del Pilar Méndez Jiménez
María del Pilar Méndez Jiménez (Madrid, 11 de enero de 1973) es una escritora y diplomática española. Fue embajadora de España en Vietnam (2001-2023).

## Carrera diplomática
Nació en Madrid. Tras licenciarse en Derecho en la Universidad Pontificia de Comillas, ingresó en la Escuela Diplomática (2005).
Ha estado destinada en las Embajadas de España en: Puerto Príncipe (Haití, 2002-2004); Tokio (Japón, 2005); Consulado en Miami (Estados Unidos, 2006-2011), y Singapur (2015-2018).
En el Ministerio de Asuntos Exteriores, Unión Europea y Cooperación - MAEUEC (Madrid) ha sido Jefe de Servicio en la Dirección General de Europa (2001-2002); Consejera Técnica de Cooperación en la Dirección General de Cooperación con Iberoamérica de la Agencia Española de Cooperación Internacional (2004-2005); Consejera Técnica en la Secretaría de Estado de Asuntos de la Unión Europea (2005); Subdirectora General de Europa Oriental y Asia Central (2011-2013); Subdirectora General de Asia Meridional y Oriental (2018-2020).
También fue vocal Asesora en el Ministerio de la Presidencia (2013-2015).
Entre agosto de 2020 y noviembre de 2023 fue embajadora de España en Hanói (Vietnam). En febrero de 2024, fue nombrada embajadora en Misión Especial para Asuntos Migratorios.

## Condecoraciones
Ha recibido las siguientes condecoraciones:
- Cruz de Oficial de la Orden de Isabel La Católica (2004)
- Encomienda de la Orden del Mérito Civil (2011).

## Publicaciones
- "Los martes de la canela", La Esfera de los Libros, Madrid, 2020, 400 pp., ISBN: 9788491648215.[7]